# Sanhe (köpinghuvudort i Kina, Heilongjiang Sheng, lat 47,00, long 127,28)
Sanhe (kinesiska: 三河, 三河镇) är en köpinghuvudort i Kina. Den ligger i provinsen Heilongjiang, i den nordöstra delen av landet, omkring 150 kilometer norr om provinshuvudstaden Harbin. Antalet invånare är 28 138. Befolkningen består av 13 666 kvinnor och 14 472 män. Barn under 15 år utgör 13,0 %, vuxna 15-64 år 80 %, och äldre över 65 år 6,0 %.
Runt Sanhe är det ganska tätbefolkat, med 67 invånare per kvadratkilometer. Sanhe är det största samhället i trakten. Trakten runt Sanhe består till största delen av jordbruksmark.
Genomsnittlig årsnederbörd är 871 millimeter. Den regnigaste månaden är juli, med i genomsnitt 215 mm nederbörd, och den torraste är januari, med 9 mm nederbörd.